# 제오방
제오 방(第五訪, ? ~ ?)은 후한 중기의 관료로, 자는 중모(仲謀)이며 경조윤 장릉현(長陵縣) 사람이다. 사공 제오륜의 족손이다.

## 생애
어려서 부모를 여의었고, 집안이 가난하여 품을 팔고 밭을 갈아 형수를 봉양하였다. 짬이 날 때마다 학문을 익혀 군의 공조(功曹)가 되었고, 효렴으로 신도령(新都令)을 보임하였다. 임지를 잘 다스려 주변 현의 백성들이 신도로 이주하였고, 신도의 호구 수는 열 배로 늘어났다.
이후 장액태수로 전임되었다. 기근이 닥쳐 곡식 한 석의 값이 수천 전이나 되니, 제오방은 군의 곳간을 열어 백성들을 구휼하려 하였다. 관리들은 조정의 문책을 두려워하여 제오방을 말렸으나, 제오방은 이렇게 답하였다.
| “ | 조정에 보고하면, 백성을 버리는 것이 된다. 태수는 몸바쳐 백성을 구해내는 것을 즐거움으로 삼아야 한다! | ” |

그러고는 곳간을 열어 백성들에게 곡식을 나누어 주었다. 순제는 제오방을 치하하였다. 한 해 남짓 지나 장액의 관리와 백성들은 모두 살림이 넉넉해졌고, 군에서는 간사한 이와 도적이 사라졌다.
남양태수를 지내다가 벼슬자리에서 물러났고, 다시 호강교위(護羌校尉)로 임용되었다. 위엄과 신의로 변경에서 명성이 있었고, 재임 중 죽었다.

## 출전
- 범엽, 《후한서》 권76 순리열전